# Moravan

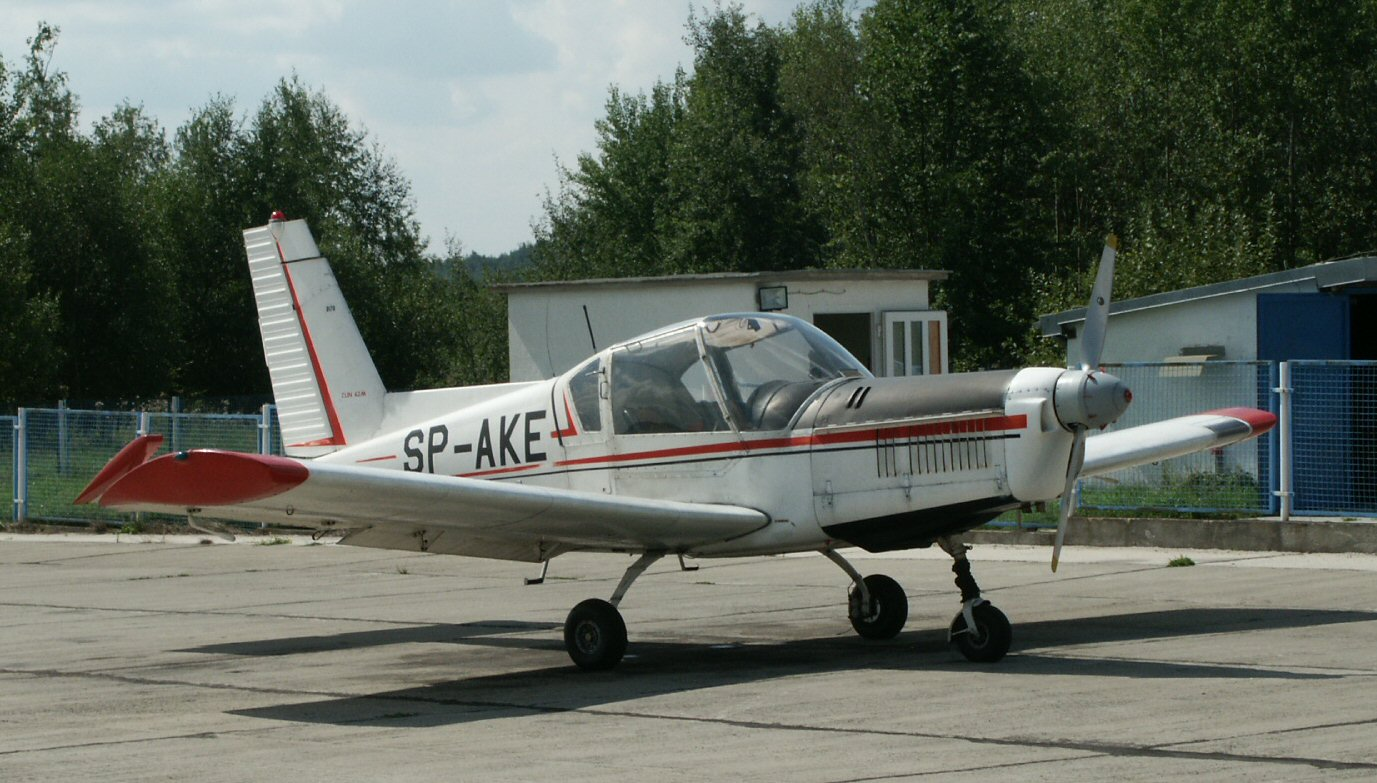
Zlin 42M

Moravan Otrokovice es una empresa de aviación checa (y anteriormente checoslovaca) ubicada en el campo de aviación Otrokovice, en las afueras de Otrokovice.

## Historia
La compañía fue fundada en 1934 y desde entonces ha construido más de 5600 aviones. Es conocida por sus aviones de formación y acrobáticos, como el Zlin 242.
Después de la caída del Comunismo (1989) en Checoslovaquia, la compañía se vio obligada a competir en el mercado internacional. En 2001 la empresa compró la compañía colapsada Let Kunovice, pero ambos se derrumbaron en 2004. La compañía tiene un nuevo propietario irlandés ahora y sigue produciendo aviones Zlin, principalmente Z 142 C, Z L 242, L 143 Z y Z 143 LSI (ver sitio oficial).

## Aviones Zlin
| Modelo                              | Producción  | Piezas producidas |
| Planeadores                         | Planeadores | Planeadores       |
| ----------------------------------- | ----------- | ----------------- |
| ZLIN I                              | 1933-1935   | 11                |
| ZLIN II                             | 1933        | 1                 |
| ZLIN III                            | 1934        | 1                 |
| ZLIN IV                             | 1934-1935   | 6                 |
| ZLIN V                              | 1934-1935   | 121               |
| ZLIN VII                            | 1934        | 2                 |
| ZLIN VI                             | 1935-1936   | 28                |
| ZLIN X                              | 1936        | 3                 |
| ZLIN VIII                           | 1936        | 2                 |
| Nuevos aviones                      |             |                   |
| Kl 35B                              | 1939-1942   | 323               |
| Bücker 181                          | 1941-1945   | 783               |
| Helicópteros                        |             |                   |
| HC 2, HC 102                        | 1957-1962   | 36                |
| Z 35, Z 135                         | 1960        | 1                 |
| Aeronaves propulsadas               |             |                   |
| Zlín Z-20                           | 1939-1946   | 1                 |
| Zlín Z-181                          | 1945-1946   | 71                |
| Zlín Z-281                          | 1946-1949   | 79                |
| Zlín Z-192                          | 1946-1949   | 2                 |
| Zlín Z-381                          | 1947-1953   | 315               |
| Zlín Z-22                           | 1949-1950   | 31                |
| PLK 5                               | 1950        | 1                 |
| Planeadores                         |             |                   |
| Zlín Z-13, Zlín Z-113               | 1946-1949   | 211               |
| Zlín Z-24                           | 1946-1949   | 301               |
| Zlín Z-25                           | 1947-1949   | 101               |
| Zlín Z-30, Zlín Z-130               | 1948-1952   | 41                |
| Zlín Z-124                          | 1949-1950   | 4                 |
| Zlín Z-125                          | 1950-1952   | 151               |
| Zlín Z-225                          | 1952        | 1                 |
| Zlín Z-425                          | 1954        | 1                 |
| Motores                             |             |                   |
| Persy I                             | 1935-1937   | 31                |
| Persy II                            | 1936-1939   | 270               |
| Persy III                           | 1939        | 3                 |
| Toma 4                              | 1946-1949   | 106               |
| Toma 6                              | 1949        | 2                 |
| Tornos                              |             |                   |
| Herkules H1                         | 1948        | 6                 |
| Herkules H2                         | 1949-1952   | 153               |
| Herkules H3                         | 1957-1961   | 522               |
| Entrenadores                        |             |                   |
| Zlín Z-26                           | 1947-1951   | 164               |
| Zlín Z-126                          | 1954-1956   | 167               |
| Zlín Z-226 A, B, T, AS              | 1956-1961   | 364               |
| Zlín Z-326 A, TM                    | 1959-1968   | 436               |
| Zlín Z-526 F, L, A, AS, AF, AFS, FI | 1966-1974   | 325               |
| Zlín Z-726 U, K                     | 1973-1974   | 32                |
| Aeronaves agrícolas                 |             |                   |
| Zlín Z-37                           | 1962-1985   | 739               |
| Zlín Z-37 T                         | 1985-1994   | 51                |
| Aviones acrobáticos especiales      |             |                   |
| Zlín Z-50 L, LS, LX, LE, M          | 1975-1994   | 83                |
| Serie 40                            |             |                   |
| Zlín Z-43, Z 143 S, L               | 1974-1981   | 87                |
| Zlín Z-42 M, MU, L                  | 1974-1980   | 193               |
| Zlín Z-142 L, C, CAF                | od 1979     | 364               |
| Zlín Z-242 L, LA                    | od 1992     | 125               |
| Zlín Z-143 L                        | od 1993     | 54                |
| Zlín Z-143 LSi                      | od 2004     | 2                 |
| Total                               |             | 7166              |